# 马力欧派对9
《瑪利歐派對9》（中国大陆又译作）是一款由NDcube公司制作、任天堂发行的聚会类电子游戏。本游戏最初于2012年3月2日在欧洲地区Wii发行，隨後在全球陆续发售。由於長期開發本系列作的Hudson Soft在欧洲發行前一天被併入科樂美數位娛樂，加上原Hudson Soft並參與本系列開發人員加入任天堂的子公司NDcube，因此本作是NDcube首次接手系列的開發（至今仍然是系列的開發商，2024年更名為Nintendo Cube），也是Wii平台上最後一款瑪利歐系列遊戲。
本作是系列首次中文化，在香港和台湾发售了官方繁体中文版本的游戏。
与先前系列类似，本作可以1至4个玩家进行聚会类游戏。
《瑪利歐派對9》收到平均的评价。《Fami通》给予日本地区版本34/40的分数。